# Сан-Тимотео (титулярная церковь)
Титулярная церковь Сан-Тимотео (лат. Titulus Sancti Thomæ Apostoli) — титулярная церковь была создана Папой Франциском 14 февраля 2015 года. Титул принадлежит церкви Сан-Тимотео, расположенной в зоне Рима Казаль Палокко, на виа Праззилла.

## Список кардиналов-священников титулярной церкви Сан-Тимотео
- Арлинду Гомеш Фуртаду — (14 февраля 2015 — по настоящее время).